# Aneta Laboutková
Aneta Laboutková (* 10. Mai 2000) ist eine tschechische Tennisspielerin.

## Karriere
Laboutková spielte bisher überwiegend auf der ITF Women’s World Tennis Tour, wo sie bislang einen Einzel- und elf Doppeltitel gewann. Den achten Titel gewann sie am 10. November 2024 beim ITF-Turnier in Ismaning zusammen mit Aneta Kučmová. Im Finale besiegten sie das Paar Isabelle Haverlag und Carole Monnet 4:6, 6:4, 10:7.

## Turniersiege

### Einzel
| Nr. | Datum        | Turnier  | Kategorie | Belag | Finalgegnerin          | Ergebnis       |
| --- | ------------ | -------- | --------- | ----- | ---------------------- | -------------- |
| 1.  | 12. Mai 2019 | Göteborg | ITF W15   | Sand  | Caijsa Wilda Hennemann | 2:6, 7:64, 6:3 |

### Doppel
| Nr. | Datum              | Turnier              | Kategorie   | Belag             | Partnerin           | Finalgegnerinnen                         | Ergebnis           |
| --- | ------------------ | -------------------- | ----------- | ----------------- | ------------------- | ---------------------------------------- | ------------------ |
| 1.  | 24. September 2016 | Brünn                | ITF $10.000 | Sand              | Aneta Kučmová       | Maja Chwalińska Paulina Czarnik          | 7:65, 3:6, [12:10] |
| 2.  | 6. Oktober 2018    | Telde                | ITF $15.000 | Sand              | Klára Hájková       | Carlota Molina Megias Nastassja Jakimawa | 1:6, 7:5, [10:5]   |
| 3.  | 10. August 2019    | Olmütz               | ITF W15     | Sand              | Klára Hájková       | Pia Lovrič Himari Satō                   | 6:4, 2:6, [10:4]   |
| 4.  | 2. November 2019   | St. Ulrich in Gröden | ITF W15     | Hartplatz (Halle) | Klára Hájková       | Claudia Giovine Marija Marfutina         | 6:3, 3:6, [10:7]   |
| 5.  | 13. März 2021      | Antalya              | ITF W15     | Sand              | Miriam Kolodziejová | Darja Astachowa Nika Radišić             | 6:3, 4:6, [10:6]   |
| 6.  | 1. Juni 2024       | Bol                  | ITF W15     | Sand              | Denisa Hindová      | Marie Mettraux Stéphanie Judith Visscher | 6:3, 6:4           |
| 7.  | 13. Juli 2024      | Grodzisk Mazowiecki  | ITF W15     | Sand              | Eliz Maloney        | Annemarie Lazar Aleksandra Zuchańska     | 6:1, 3:6, [10:3]   |
| 8.  | 10. November 2024  | Ismaning             | ITF W75     | Hartplatz (Halle) | Aneta Kučmová       | Isabelle Haverlag Carole Monnet          | 4:6, 6:4, [10:7]   |
| 9.  | 25. Januar 2025    | Esch an der Alzette  | ITF W35     | Hartplatz (Halle) | Aneta Kučmová       | Veronika Podrez Marine Szostak           | 6:3, 6:2           |
| 10. | 7. Juni 2025       | Klagenfurt           | ITF W35     | Sand              | Julie Štruplová     | Anastasia Abbagnato Darja Lodikowa       | 4:6, 7:64, [11:9]  |
| 11. | 26. Juli 2025      | Figueira da Foz      | ITF W100    | Hartplatz         | Justina Mikulskytė  | Francisca Jorge Matilde Jorge            | 6:4, 3:6, [10:6]   |